# Diclidanthera laurifolia
Diclidanthera laurifolia är en jungfrulinsväxtart som beskrevs av Carl Friedrich Philipp von Martius. Diclidanthera laurifolia ingår i släktet Diclidanthera och familjen jungfrulinsväxter. Utöver nominatformen finns också underarten D. l. elliptica.